# Marsha Mehran
Marsha Mehran, nacida como Mahsa Mehran (11 de noviembre de 1977 - abril de 2014), fue una novelista iraní. Sus trabajos incluyen los superventas internacionales Pomegranate Soup (2005) y Rosewater and Soda Bread (2008). 

## Biografía
Mehran nació en Teherán el 11 de noviembre de 1977, hija de un contable y Shahin, una maestra. Ambos practicaban la religión bahaísmo de Irán. Un año más tarde, cuando el régimen del Sha comenzó a desmoronarse, la pareja comenzó a hacer planes para irse del país. Tras el asalto de la embajada estadounidense en Teherán, la familia emigró a Buenos Aires, Argentina, en 1979, en el momento de la Revolución Iraní. Mehran creció en Argentina y Estados Unidos, así como vivió en Australia e Irlanda.
En su nuevo hogar, la agitación política, esta vez asociada con el gobierno de la junta argentina, obligó a la familia a moverse una vez más. Esta vez, la familia se trasladó a Estados Unidos, donde en Miami, Marsha persiguió, durante una década, su sueño de convertirse en pianista de concierto.
Los padres de Mehran se divorciaron, y en la década de 1990, Mehran y su madre vinieron a Nueva York. Mehran le dijo a un entrevistador: “Llegué a Nueva York con solo 200 dólares en mi bolsillo. Inicialmente trabajé como anfitriona en un restaurante propiedad de mafiosos rusos. No había clientes allí, lo que me pareció un poco extraño al principio, hasta que me di cuenta de que el restaurante era solo una fachada para sus otros negocios ".
A los 17 años, informa el padre de Mehran, su visa permanente para los Estados Unidos fue revocada por una "infracción menor". Triste por tener que abandonar Estados Unidos, Mehran se mudó a Irlanda.
La primera novela de Mehran, Pomegranate Soup (2005), es la historia de tres hermanas que escapan de Irán en el momento de la Revolución y eventualmente se instalan en una pequeña ciudad en el oeste de Irlanda, donde abren el Babylon Cafe. Mehran utilizó las experiencias de su propia familia al escribir la novela, que incluye una serie de recetas y combina "cocina persa con vida irlandesa". La sopa de granada se ha traducido a 15 idiomas  y publicado en más de 20 países en todo el mundo.
Su segunda novela, Rosewater and Soda Bread (2008), es una continuación de la Sopa de granada. Fue la segunda entrega de una serie que fue interrumpida por su muerte en abril de 2014. La serie tendría siete libros; el tercero, Pistachio Rain, debía publicarse en 2014. 
Su novela póstuma, The Margaret Thatcher School of Beauty (2014), se desarrolla en Buenos Aires durante la Guerra de las Malvinas y cuenta la historia de un grupo de personas que se reúnen una vez por semana para recitar poesía y contar historias de lo que ha sido.
Matador Pictures ha optado por la Pomegranate Soup, con Kirsten Sheridan programada para escribir y dirigir la película.

## Vida personal
Mehran se casó con Christopher Collins del condado de Mayo, Irlanda. Se conocieron cuando era barman en un pub irlandés, en Manhattan, Nueva York. Luego vivieron en Irlanda durante dos años. En 2013, la pareja se divorció.

## Fallecimiento
El cuerpo de Mehran fue encontrado en su casa en Lecanvey, Condado de Mayo, Irlanda, el 30 de abril de 2014, después de haber estado muerta durante aproximadamente una semana. Había vivido allí como una reclusa y se había deteriorado mentalmente, con la casa llena de basura. Había sufrido de enfermedad inflamatoria intestinal a largo plazo; la autopsia indicó que esto pudo haber sido un factor en su muerte, aunque no fue posible identificar la causa exacta.